# Liste der Träger des Bayerischen Verdienstordens/XYZ

## Y
1. Jiro Yanase (1916–2008), Präsident, Autoimporteur (verliehen am 20. Juni 1985)
2. Thomas Ypsilanti (1909–1966), Botschafter a. D. (verliehen am 17. April 1961)

## Z
1. Mirjam Zadoff (* 1974), Direktorin des NS-Dokumentationszentrum München (verliehen am 5. Juli 2023)
2. Franz Zambelli Sopalù (1934–2015), Unternehmer (verliehen am 29. Juli 2010)
3. Josef Zander (1918–2007), Arzt, Ordinarius, Direktor der Frauenklinik der Universität München (verliehen 1987)
4. Franz Zdralek (1894–1970), Jurist und Politiker (verliehen am 13. Dezember 1965)
5. Uli Zech (1927–2010), Architekt und Stadtplaner und Baubeamter
6. Hans Zehetmair (1936–2022), Politiker
7. Theodor Zehnter (1929–2017), Präsident des Bayerischen Bauernverbandes, Bezirksverband Oberfranken, und Senator (verliehen am 4. Juli 1991)
8. Martin Zeil (* 1956), Bayerischer Staatsminister für Wirtschaft, Infrastruktur, Verkehr und Technologie, MdL (verliehen am 10. Oktober 2012)
9. Karl Zeitler (1943–2013), Landrat (verliehen am 11. Juli 2008)
10. Erich Zeitler (1921–2004), bayerischer Kommunalpolitiker und Landtagsabgeordneter der SPD
11. Wolfgang Zeitlmann (* 1941), Bundestagsabgeordneter (verliehen am 17. Juli 2003)
12. Paula Zell (1881–1963), Vorsteherin des Marien-Ludwig-Ferdinand-Kinderheimes München und Gründerin des Chrysanthemenballs (verliehen am 15. Dezember 1959)
13. Theo Zellner (* 1949), Landrat, Präsident des Bayerischen Landkreistages (verliehen am 14. Juli 2005)
14. Hermann Zenz (1926–2009), Landtagsabgeordneter
15. Karl-Heinz Zerrle (* 1944), Landes-Caritasdirektor i. R. (verliehen am 10. Oktober 2012)
16. Johannes Zeschick OSB (1932–2013), Abt der Benediktinerabtei Rohr (resign.) (verliehen am 17. Juli 2003)
17. Horst Ziegenhain (* 1929) Molkereibesitzer, Vorstand der Export-Union für Milchprodukte und Käseexport-Union in Bonn (verliehen 1980[1])
18. Josef Ziegler, (verliehen am 5. Juli 2023)
19. Walter Ziegler (* 1937), Historiker, Professor (verliehen am 20. Juli 2011)
20. Peter Zilles, Vorsitzender der Tafel Bayern (verliehen am 13. Oktober 2022)
21. Eduard Zimmermann (1929–2009), Journalist, Fernsehmoderator und Vorsitzender des „Weißen Rings“ (verliehen am 4. Juli 1991)
22. Thomas Zimmermann (* 1946), Chirurg, Mitglied des bayerischen Landtages (verliehen 2007)
23. Günther Zippel, Unternehmer (verliehen am 12. Juli 2004)
24. Armin Zitzmann (* 1960), Vorstandsvorsitzender der Nürnberger Versicherung (verliehen am 14. März 2022)
25. Chrysostomus Zodel (1920–1998), Chefredakteur der Schwäbischen Zeitung (verliehen 1981)
26. Wolfgang Zöller (* 1942), Bundestagsabgeordneter (verliehen am 20. Juni 2001)
27. Robert Zoller, Vorstandsmitglied der Farbwerke Hoechst (verliehen am 9. Juni 1969)
28. Manfred Zollner (* 1940), Unternehmer (verliehen am 20. Juni 2001)
29. Nepomuk Zöllner (1923–2017), Professor für Innere Medizin (verliehen 1979)
30. Yurdagül Zopf (* 1974), Ärztin, Professorin an der Friedrich-Alexander-Universität in Erlangen (verliehen am 8. Juli 2021)
31. Schwester Teresa Zukic, (verliehen am 5. Juli 2023)
32. Max Zwicknagl (1900–1969), Unternehmer, Konsul der BRD in Innsbruck (verliehen am 15. Dezember 1959)